# Adeiamane (província)
Adeiamane (em turco: Adıyaman) é uma província do sul da Turquia, situada na região do Sudeste da Anatólia, com capital na cidade homónima. Tem 7 337 km² de área e em dezembro de 2021 tinha 632 148 habitantes (densidade: 86,2 hab./km²).
| Províncias adjacentes à de Adeiamane |                        |                       |
| Cacramanemaraxe (Kahramanmaraş)      | Malátia (Diyarbakır)   | Diarbaquir            |
| Cacramanemaraxe                      |                        | Xanleurfa (Şanlıurfa) |
| Cacramanemaraxe e Gaziantepe         | Gaziantepe e Xanleurfa | Xanleurfa             |

A província está subdividida nos seguintes distritos:
- Adeiamane
- Besni
- Çelikhan
- Guerguer
- Gölbaşı
- Kâhta
- Sansate
- Sincik
- Tut